# Promachus yerburiensis
Promachus yerburiensis là một loài ruồi trong họ Asilidae. Promachus yerburiensis được Ricardo miêu tả năm 1920. Loài này phân bố ở miền Ấn Độ - Mã Lai.